# Ломбардное кредитование
Ломбардное кредитование — одна из форм краткосрочного кредита, который выдают под залог ценностей, которые легко реализуются.

## История
Кредитная деятельность ломбардов в России уходит корнями в XVIII век. Воспитательные дома Москвы и Санкт-Петербурга совершали некоторые кредитные операции. При них организовывались Ссудные кассы, в которые поступали частные пожертвования и частные деньги Екатерины II. 21 октября 1776 года считается днём, когда началась регулярная выдача денег из Петербургской Ссудной казны. В 1917 году в Петрограде работали Городской ломбард, Первый Петроградский Ломбард, Общество для заклада движимых имуществ, «Петроградский частный ломбард». В 1920 году все ленинградские ломбарды прекратили свою работу. 11 октября 1922 года согласно декрету СНК РСФСР для предоставления помощи нуждающемуся городскому населению разрешили создавать коммунальные ломбарды. 20 января 1923 года начал свою работу Петроградский коммунальный ломбард. В период со 2 марта по 30 сентября 1923 года ссуды получили свыше 31 тысячи вкладчиков на сумму 269 382 рубля 57 копеек. В 1922—1923 годах в Ленинградском ломбарде ставка по меховым вещам, коврам и драгоценностям составляла 6 %, по носильным вещам и обуви — 3 %, если сумма заклада не превышала 15 рублей. В случае, если суммы была больше, то ставка составляла 6 %. В 1929 году при оценке залога от 1 до 15 рублей, процентная ставка равнялась 1,25 %, 16-25 рублей — 1,5 %, 26-50 рублей — 2 %, свыше 50 рублей — 2,75 %. В Ленинградском ломбарде средний размер ссуды составлял 10,3 рублей в 1922—1923 годах, 11,9 рублей в 1923—1924 годах, 16,1 рублей в 1924—1925 годах, 19,28 рублей — в 1925—1926, 16,7 рублей — в 1926—1927 годах, 18,78 рублей — в 1927—1928 годах, 18,22 рублей — в 1928—1929 годах. В 1926—1927 годах в Ленинградский ломбард обращались намного чаще, число обращений выросло на 250 % по сравнению с предшествующим годом, но ломбард мог удовлетворить только 40 % заявок и обработать только 1400 залоговых операций за день. С 1 января 1926 года сроки залога были увеличены и составили 2 месяца. При учёте льготного периода, средний срок пользования ссудой составил 120 дней в 1925—1926 годах, 139 дней в 1926—1927 годах. В конце 1920-х годов количество драгоценностей, принимаемых в качестве закладов, составило 1/4 от всех принимаемых закладов. К февралю 1929 года «Ленинградский городской ломбард» состоял из трёх отделений: Главного, Центрального, Петроградского. 23 февраля 1929 года Президиум исполкома Ленсовета решил реорганизовать акционерное общество «Ленинградский городской ломбард», который стал Ленинградским коммунальным ломбардом.
В 1996 году ЦБР было введено ломбардное кредитование.
В 2009 году вырос интерес к услугам ломбардов из-за резкого сокращения кредитования населения. На 1 января 2009 года в России насчитывалось 3500 ломбардов, объём рынка услуг составлял 12 миллионов долларов США. Согласно законодательству, ломбардам, в отличие от банков, не нужно формировать резервы на возможные потери по ссудам. В 2009 году объём кредитования физических лиц и предпринимателей в ломбардах увеличился на 18 %.
В соответствии с Федеральным законом № 15-Ф3 «О микрофинансовой деятельности и микрофинансовых организациях» от 2 июля 2010 года ломбарды причислены к микрофинансовым организациям и контролируются со стороны Федеральной службы по финансовому мониторингу и органами Федерального пробирного надзора.

## Описание
Около 90 % своего дохода ломбарды получают в качестве процентов за пользование деньгами и лишь небольшой процент прибыли приносит продажа невыкупленных залогов.
Выдача ломбардных кредитов является основной деятельностью ломбардов. Во время ломбардного кредитования одна сторона предоставляет другой стороне денежные средства или имущество на условиях платности, срочности и возвратности. Для заёмщика стоимость ломбардного кредита состоит из комиссионных платежей и процента. Ломбардный кредит представляет собой залог легко реализуемого имущества или прав, где залог служит гарантией возвращения кредита. Кредит всегда меньше по стоимости, чем залог. За заёмщиком сохраняется право собственности на заложенное кредитору имущество. В случае, если кредит не будет возвращён в оговорённый срок, за кредитором остаётся право продажи заложенного имущества. Кредитор через продажу заложенного имущества возвращает себе сумму долга вместе с процентами за пользование им.
В разных странах ломбардное кредитование нужно для погашения сезонных колебаний в доходах или для того, чтобы покрыть краткосрочные потребности в средствах. В качестве обеспечения могут выступать драгоценные металлы, финансовые требования, бытовая техника, ценные бумаги, которые котируются на бирже, автомобили, ордерные складские свидетельства, промышленная продукция, сельскохозяйственная продукция. В качестве залога могут выступать разные вещи: мебель, спортивный инвентарь, одежда из кожи, меха, хрусталь, фарфор, фаянс. Но всё-таки чаще всего принимают ювелирные изделия, потому что они занимают мало места. Также в качестве залога принимают сотовые телефоны, оргтехнику, компьютеры, игровые приставки, ноутбуки, бытовую технику, столовое серебро, цифровые фотоаппараты, электроинструменты. Всего государственные и частные принимают до 450 наименований предметов, который принимаются под залог.
Ломбардное кредитование основывается на принципе залога. Клиент закладывает в ломбардном учреждении под проценты какую-либо ценную вещь. У каждого ломбарда свои собственные правила и условия оценки, хранения и реализации залога. У каждого ломбарда свои процентные ставки. Залогодатель получает на руки сумму в размере 50-80 % оценочной стоимости вещи. Чем дороже оценивается вещь, тем больше будут начислены проценты.
Ломбардное кредитование привлекательно скоростью сделки и выдачей наличных под залог. Деньги можно получить без оформления необходимых документов и длительных процедур. Нет необходимости предоставлять свои документы о доходах или с места работы. Если по каким-то причинам клиент не выплачивает ломбарду оговорённую сумму, то просто теряет вещь, которую заложит, но не несёт никаких обязательств перед ломбардом.
Средняя ставка ломбардов по кредитам составляет 14-16 % в месяц, что в итоге приводит к 150 % годовых. Цены в государственных ломбардах, обычно не ниже, чем в частных. На небольшие кредиты устанавливается более низкая ставка в размере менее 10 % платы за кредит, за большие суммы кредита проценты могут быть выше. Согласно федеральному законодательству, кредит в ломбарде можно получить на срок не более одного года. Иногда процент по кредиту может достигать 20-23 %, что в год составляет около 350 % и более.
Выдавая краткосрочные кредиты, ломбарды удовлетворяют потребности различных слоёв населения, так как не все могут дождаться быстрого одобрения кредита в банке.
Договор займа при ломбардном кредитовании оформляется через выдачу заёмщику залогового билета. Он представляет собой письменную форму договора займа и договор о залоге. Один экземпляр остаётся в ломбарде, другой выдаётся залогодателю.
В России любой гражданин может воспользоваться ломбардным кредитованием, для этого ему нужно иметь при себе вещь, которую он хочет оставить в залог и паспорт. Прибегнуть к услугам ломбарда могут и граждане других стран, которые проживают в РФ.
Основными клиентами ломбардов в России являются работники бюджетной сферы, представители малого бизнеса, пенсионеры.
Ломбарды в XXI веке выступают в роли высокотехнологических учреждений, оформление залогового билета в которых длится от 15 минут до 2 часов.
В России федеральный закон «О ломбардах» ориентирован на защиту прав потребителей ломбардных услуг. Вещи, стоимость которых свыше 30 тысяч рублей, могут продаваться только с аукциона, ломбард не может брать со своих клиентов дополнительные проценты.
Уровень процентных ставок по ломбардному кредитованию законом не регулируется и он может составлять в зависимости от региона от 4 до 30 % в месяц. в Республике Дагестан процентная ставка по такому кредиту составляет 13-25 %.